# Géraud de Cordemoy

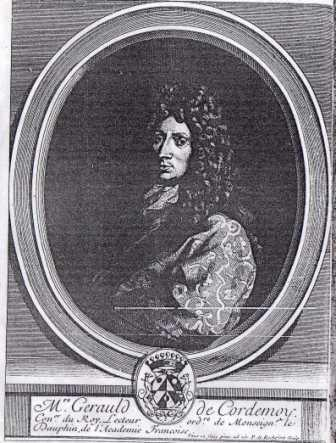
Portrait of Géraud de Cordemoy in the 1704 edition of the complete works

Géraud de Cordemoy (Paris, 6 de outubro de 1626 — Paris, 15 de outubro de 1684) foi um filósofo, historiador e advogado francês. Ele é conhecido principalmente por seus trabalhos em metafísica e por sua teoria da linguagem.

## Biografia
Géraud de Cordemoy era membro de uma família da antiga nobreza originária de Auvergne (da cidade de Royat), mas nasceu e morreu em Paris. Ele era o terceiro de quatro filhos.  Seu pai era um mestre em artes na Universidade de Paris chamado Géraud de Cordemoy, que morreu quando ele tinha nove anos de idade. Sua mãe se chamava Nicole de Cordemoy.  Quanto a Géraud, ele era um professor particular e um linguista e exercia a advocacia.
Géraud de Cordemoy costumava assombrar os círculos filosóficos da capital; ele conheceu Emmanuel Maignan e Jacques Rohault. Amigo e protegido de Bossuet que também admirava Descartes, Géraud de Cordemoy foi nomeado lecteur (tutor) do delfim (filho do rei Luís XIV), ao mesmo tempo que Fléchier. Ele foi eleito membro da Académie française em 1675.

## Obras
Cordemoy é conhecido principalmente por ter repensado a teoria cartesiana da causalidade, introduzindo a noção de "causa ocasional" dentro de um sistema de pensamento que permanece essencialmente cartesiano. Ele foi, ao lado de Arnold Geulincx e Louis de La Forge, o fundador do que é chamado de "ocasionalismo". Corpo e alma são distintos por essência, sua combinação é ocasional e é Deus quem permite que a vontade de mover meu braço, por exemplo, seja traduzida em um movimento. Minha vontade é uma causa ocasional do movimento do meu braço, Deus é a verdadeira causa disso. O que é verdade para o corpo - um indivíduo constituído pela combinação distinta de corpo e alma - é verdade para todos os corpos do universo. Deus é a causa real e universal de todo movimento.
Por corpo, Cordemoy quer dizer os componentes últimos da matéria. Usando uma figura de linguagem judicial, ele mostra que o corpo, na lei uma pessoa, na física um componente último da matéria, é indivisível. Sem falar no atomismo, com essa teoria ele se aproxima dos seguidores de Gassendi e dos livres-pensadores, os chamados libertinos. Em sua obra "Le discernement du corps et de l'âme" (Discriminação entre corpo e alma), ele desenvolve tais pensamentos que foram criticados na época pelos seguidores de Descartes.
Em sua obra Discours physique de la parole (Discurso Físico sobre a Fala), ele se faz a seguinte pergunta: "Como posso, como ser pensante, ter certeza de que os seres humanos que me cercam também são seres pensantes, e não simples autômatos? O problema é considerado no final do sexto discurso sobre a discriminação entre corpo e alma. É a palavra como veículo do pensamento que me permitirá conhecer a existência de outros indivíduos dotados de uma alma como eu. De uma forma mais original, em sua obra "Traité physique de la parole" (tratado físico da palavra) - uma variação do título anterior - ele desenvolve a noção de que não existe nenhuma relação motivada entre o signo material e a ideia expressa, tanto quanto não existe nenhuma relação real entre corpo e alma. A palavra representa a oportunidade de encontro entre signo e significado, na medida em que, se a alma não tivesse o uso do corpo articulado para produzir signo, ela se comunicaria de forma muito mais imediata de alma para alma, sem ter que passar pela instituição do signo.
A linguagem usada pelos seres humanos é, portanto, complexa demais para ser explicada por causas puramente mecânicas; Posso deduzir disso que os corpos que posso ver também são dotados de uma alma. Os animais podem emitir sons e os papagaios podem reproduzir palavras, apenas os seres humanos são capazes de comunicar ideias, e isso mostra a presença de uma alma racional. Essa alma racional é capaz de se comunicar diretamente com os anjos sem passar pela articulação física do signo. Le Discours, do qual Molière tirou a cena da lição de ortografia em Le Bourgeois gentilhomme, continua sendo a obra de maior sucesso de Cordemoy. Linguistas americanos como George Boas e Noam Chomsky o redescobriram durante os anos sessenta.
Cordemoy também é conhecido por sua Histoire de France, na qual trabalhou por 18 anos sem nunca ver o fim, tão grandes foram as contradições que ele enfrentou ao consultar as obras de seus antecessores. O trabalho foi finalmente concluído por seu filho mais velho, Louis-Géraud de Cordemoy, e publicado após sua morte. Voltaire disse sobre o trabalho de Cordemoy como historiador: "Ele foi o primeiro a ser capaz de desvendar o caos das duas primeiras raças dos reis da França; graças ao duque de Montausier, que encarregou Cordemoy de escrever a história de Carlos Magno em vista da educação de Monsenhor [o Delfim], esse trabalho útil foi alcançado. Ele encontrou nos autores antigos nada além de absurdos e contradições. Essa mesma dificuldade o encorajou e permitiu-lhe desembaraçar as duas primeiras raças".

## Publicações

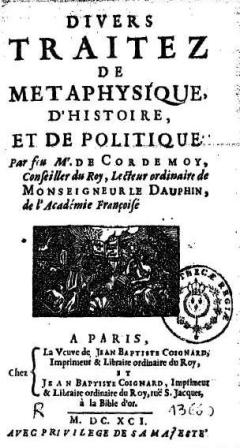
Edição de 1691 das obras políticas e históricas de Géraud de Cordemoy

- Discours de l’action des corps (1664)
- Traité de l'esprit de l'homme et de ses facultez et fonctions, et de son union avec le corps. Suivant les principes de René Descartes (1666)
- Le discernement du corps et de l'âme, en six discours, pour servir à l'éclaircissement de la physique (1666). Online
- Discours physique de la parole (1668). Online
- Copie d'une lettre écrite à un sçavant religieux de la Compagnie de Jésus, pour montrer : I, que le système de M. Descartes et son opinion touchant les bestes n'ont rien de dangereux; II, et que tout ce qu'il en a écrit semble estre tiré du premier chapitre de la Genèse (1668). Online
- Lettre d'un philosophe à un cartesien de ses amis (1672)
- Discours sur la pureté de l'esprit et du corps et par occasion de la vie innocente et juste des premiers Chrétiens (1677)
- Histoire de France, depuis le temps des Gaulois et le commencement de la monarchie, jusqu'en 987 (2 volumes, 1687–89). Complétée et publiée par son fils, Louis-Géraud de Cordemoy.
- Dissertations physiques sur le discernement du corps et de l'âme, sur la parole, et sur le système de M. Descartes (1689–90)
- Divers traitez de métaphysique, d'histoire et de politique (1691). Online
- Geraud de Cordemoy, A Philosophical Discourse Concerning Speech, London, 1668. Facsimile ed., with A Discourse Written to a Learned Frier (1670), introd. by Barbara Ross, 1972, Scholars' Facsimiles & Reprints, ISBN 978-0-8201-1106-3.
- Les Œuvres de feu monsieur de Cordemoy (1704). Publiées par son fils, Louis-Géraud de Cordemoy. Contiennent : Six discours sur la distinction et l'union des corps; Discours physique sur la Parole; Lettre sur la conformité du système de Descartes avec le premier chapitre de la Genèse; Deux petits traités de métaphysique; Divers petits traités sur l'histoire et sur la métaphysique; Divers petits traités sur l'histoire et sur la politique.
- Pierre Clair et François Girbal (eds.), Gérauld de Cordemoy (1626-1684). Œuvres philosophiques. Avec une étude bio-bibliographique, Presses Universitaires de France, Paris, 1968